# Electronic Data Systems
Electronic Data Systems（エレクトロニックデータシステムズ、EDS）(1962年－2008年)はアメリカ合衆国に本社を置くITサービス企業である。2008年にヒューレット・パッカードに買収され、独立した企業としては消滅した。

## 概要
EDSはテキサス州プレーノに本社を置き、グローバル展開していたITサービス企業である。
コンピューター機器の製造を手がけず、情報処理システムの構築・運用を手掛ける業態は日本のNTTデータに近い。
1962年にロス・ペローらによって設立され、いち早くITアウトソーシングサービスを確立し、その道の先駆者的位置づけの企業と言える。1984年にはゼネラルモーターズによって買収されたが、1996年に独立した企業としてスピンオフされた。
EDSは2006年に58カ国に117,000人の従業員数となり、売上高も198億USドルを達成したのち、2007年末には65カ国、137,124人の従業員数に伸び、売上高221億USドルに達した。フォーチュン・グローバル500にも掲載され、最大のサービス企業の1つとして位置づけられた。
2008年5月13日に、ヒューレット・パッカード（HP）はEDSを139億USドルの現金で買収すると発表した。買収は2008年8月26日に完了し、EDSは「EDS - An HP Company」と名称を変更し、HPの事業部として取り込まれることとなった。旧CEOのロン・リッテンマイヤーはHPのCEOマーク・ハード（当時）の下に入ることとなり、留任した形となった。この買収はITサービス分野では最大であり、かつIT産業全体では2002年にHPがコンパック・コンピュータを250億USドルで買収した取引に次ぐ、二番目に大規模な取引である。2007年度のHPの売上高が166億USドルであることから、両者の売上高の合計は380億USドルを越え、ITサービス分野では、IBMに次ぐ二番手としてIBMを猛追する形となった。
2009年9月23日には、HPは「EDS」のブランドを廃止し「HPエンタープライズサービス」とすることを発表したため、EDSはブランド名としても消滅した。

## 近年の企業買収状況について
2008年5月、HPとEDSは139億USドルでHPがEDSを買収することに合意した。同年8月には買収を完了させ、EDSは「「EDS - An HP Company」となりHPの事業部として取り込まれることになった。
2008年4月3日、EDSはVistormホールディングスを買収。Vistormの本拠地はイギリスで、情報セキュリティーサービスの企業である。この買収によって、EDSはヨーロッパで有数の情報保証（Information Assurance）およびマネージドセキュリティーサービス（Managed Security Services）の企業となった。
2007年11月、EDSはSaber(Saber Corp)の公正利権93％を4億2000万ドルの現金で買収した。その買収はSaberの過半数株式を保有していた企業であるAccel-KKRも含む。Saberは1997年に設立したアメリカオレゴン州ポートランドに本拠地を置く、世界でも有数の速い成長を遂げているソフトウェア供給企業であり、アメリカ州政府へのサービスで業界をリードしている。
2007年3月、EDSはRelQ(RelQ Software Private Limited)を買収した。RelQはインドのバンガロールに本拠地がありグローバル展開している、ソフトウェアのテスト企業である。テスト、バリデーション、ベリファイ、および品質保証サービスを強みとしている。同社はアメリカ、イギリス、フランス等にも拠点のある企業で、従業員は約700名。この合併により、EDSはグローバルなテスト能力を強化し、インドの従業員数が2万人を越えた。
2006年6月21日、EDSはMphasiS(MphasiS Limited)の過半数（52％）の株式を3億8000万USドルで取得。MphasiSはインドのバンガロールに本拠地がある、アプリケーションおよびビジネス・プロセス・アウトソーシング（BPO）サービス企業である。MphasiS（当時はMphasiS BFL Limited）は、1998年設立のアメリカのITコンサルティング企業のMphasiS Corporationと、1993年設立のインドのITサービス企業のBFL Software Limitedが合併し、2000年6月に設立した。この合併により、成長市場であるインドへの存在感を強め、年末にはインドの従業員数が約2万人となった。